# Resistência de Vã
O Cerco de Vã, ou  Resistência de Vã (armênio: Վանի Հերոսամարտ Vani Herosamart, turco: Van Direnişi ) ou a Revolução Armênia de Vã (Turkish : Van İhtilâli)  foi uma revolta da população armênia de Vã contra a tentativa das forças militares do  Império Otomano para eliminar a população armênia na região.    Vários observadores contemporâneos e historiadores têm apontado que o governo otomano deliberadamente instigou a resistência armada armênia reforçando as condições para que isso ocorresse  e, em seguida, usou esta insurgência como pretexto principal para justificar as deportações forçadas de armênios de todo o império. No entanto, as decisões de deportação e extermínio tinham sido decididas antes da resistência de Vã.
A revolta foi um dos poucos casos em que os armênios pegaram em armas diretamente contra as forças otomanas durante o Genocídio armênio de 1915. A luta durou de 19 de abril a 04 de maio de 1915, quando o exército otomano recuou devido as forças russas estarem prestes a chegar na região.